# Tilemsi (Gao)
Tilemsi is een gemeente (commune) in de regio Gao in Mali. De gemeente telt 9900 inwoners (2009).